# Li Yajun
Li Yajun (chiń. 黎雅君; ur. 27 kwietnia 1993) – chińska sztangistka.
Startuje w kategorii do 53 kg. Jej największym sukcesem jest złoty medal mistrzostw świata we Wrocławiu (2013).

## Osiągnięcia
| Rok  | Zawody             | Miasto  | Miejsce | Kategoria | Wynik  |
| ---- | ------------------ | ------- | ------- | --------- | ------ |
| 2013 | Mistrzostwa świata | Wrocław | 1       | 53 kg     | 221 kg |
| 2014 | Mistrzostwa świata | Ałmaty  | 3       | 53 kg     | 214 kg |